# Restaurant Forrellat
La Casa al carrer de l'Horta Novella, 27 és una obra modernista de Sabadell (Vallès Occidental) inclosa a l'Inventari del Patrimoni Arquitectònic de Catalunya.

## Descripció
Habitatge unifamiliar de dos cossos que presenta una decoració de tipus modernista. La façana segueix una distribució asimètrica on la decoració se centra a les parts altes d'aquesta, la qual cosa contrasta amb la major austeritat ornamental de la planta i el pis. Predomina el joc de suaus línies ondulants, típicament modernistes, que se situen en la llinda de les finestres de la planta i en l'acabament de la façana, ressaltades a manera de cornisa. La ornamentació es complementa amb uns timpans, que segueixen utilitzant la línia corba que emmarca un trencadís policrom de ceràmica irregular situat també a les llindes de les finestres de la planta. Destaquen també les garlandes vegetals col·locades sobre finestres i balcons.

## Història
Si bé l'ús inicial de la finca fou d'habitació posteriorment es va reconvertir en un restaurant.